# Печалование
Печа́лование — в Древней Руси право высших или особо уважаемых духовных лиц ходатайствовать перед государем за осуждённых или опальных. Так, по печалованию архиепископа Ионы Димитрий Шемяка отпустил из плена ослеплённого по его приказу Василия Тёмного. По печалованию митрополита и епископов Василий III помиловал своего брата Семёна, обвинённого в намерении бежать в Литву. Столкновение митрополита Филиппа с Иваном Грозным было вызвано главным образом нежеланием Филиппа отказаться от древнего права печалования.
Конфликт патриарха Адриана с Петром I, начавшийся с отказа Адриана постричь в монахини Евдокию Лопухину (первую жену Петра Алексеевича), вылился в отказ царя помиловать стрельцов в 1698 году и положил конец обычаю печалования патриарха за осуждённых.
Термин также используется для описания одного из долга главы Русской церкви — «печалования о народе», что подтверждено на соборе РПЦ 1917 года особым пунктом в списке обязанностей патриарха.

## Печалование в современной России
18 сентября 2019 года на православном портале «Православие и мир» было опубликовано открытое письмо священников в защиту заключённых по «московскому делу». Комментируя это выступление, заместитель председателя Синодального отдела по взаимоотношениям Церкви с обществом и СМИ Вахтанг Кипшидзе подтвердил, что "Церковь имеет право печалования и активно им пользуется, в том числе непублично. Это осуществляется и по линии Отдела по взаимоотношениям Церкви с обществом и СМИ, и по линии православных общественных организаций", однако о самом письме отозвался, что "это политика, а не печалование".